# 保井美樹
保井 美樹（やすい みき、1969年 - 2021年8月20日）は、法政大学現代福祉学部福祉コミュニティ学科教授を務めた。工博。この他全国エリアマネジメントネットワーク副会長、一般社団法人エリア・イノベーション・アライアンス理事など。
専門分野は都市・地域経営、公民連携。

## 経歴
早稲田大学政治経済学部卒業。ニューヨーク大学大学院都市計画修士課程修了。東京大学で博士号取得。東京大学特認助教、NY行政研究所客員研究員、世界銀行等を経て、2012年より2021年の逝去まで法政大学教授。。